# یاروسلاوا سدلاچکووا
یاروسلاوا سدلاچکووا (چکی: Jaroslava Sedláčková؛ زادهٔ ۲۱ ژوئن ۱۹۴۶) ژیمناست هنری زن اهل چکسلواکی بود.